# 伊莉特夫人島

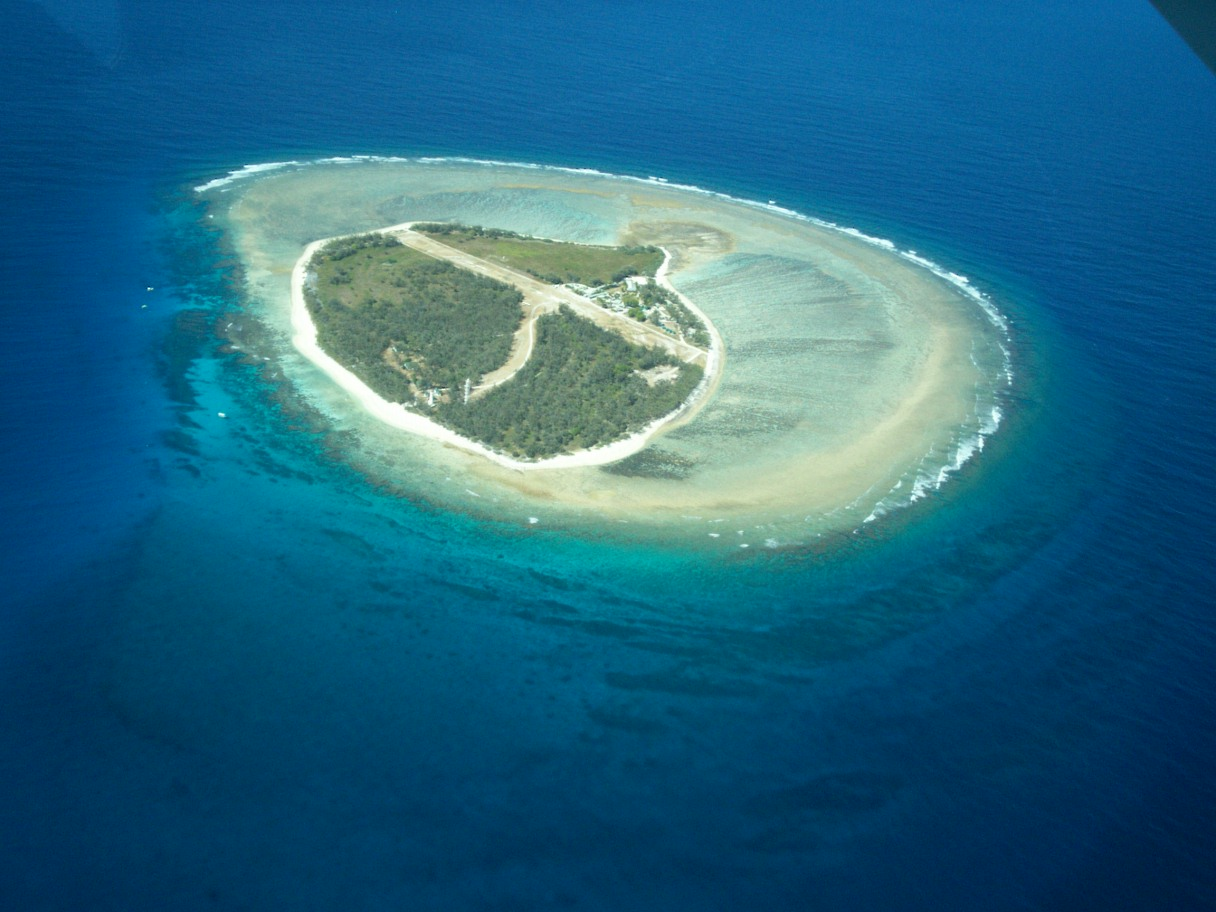
鳥瞰艾略特夫人島

埃利奧特夫人島（Lady Elliot Island）是澳大利亞昆士蘭州大堡礁中的一個島嶼，面積約45公頃。島上有一個度假村和一個簡易機場。埃利奧特夫人島地處大堡礁保護區域內，是一個潛水和浮潛勝地。